# Трипериодни систем
Трипериодни систем је периодизација људске преисторије (са неким преклапањем историјских периода у неколико регија) у три временска периода: камено доба, бронзано доба и гвоздено доба; иако се концепт може односити и на друге трипартитне подјеле историјских временских периода. У историји, археологији и физичкој антропологији, трипериодни систем је методолошки концепт усвојен током 19. вијека према којем се артефакти и догађаји из касне преисторије и ране историје могу широко распоредити у препознатљиву хронологију. Кристијан Јирген Томсен, директор Краљевског музеја нордијских антиквитета у Копенхагену од 1825 до 1865, првобитно је развио ову категоризацију у периоду 1816—1825. као резултат хронолошке класификације збирки музеја — резултирало је широким секвенце са артефактима направљеним сукцесивно од камена, бронзе и гвожђа.
Систем се допао британским истраживачима етнологије — прихватили су га да би успоставили расне секвенце за британску прошлост на основу типова лобање. Иако краниолошка етнологија која је формирала њен први научни контекст нема савремену научну вриједност, релативна хронологија каменог, бронзаног и гвозденог доба остаје у употреби у општем јавном контексту, а трипериодни концепт је у основи преисторијска хронологија Европе, Средоземља и Блиског истока.
Структура одржава културни и историјску позадину средоземне Европе и Блиског истока. Убрзо је прошао даље подјеле, укључујући подјелу каменог доба Џона Лабока из 1865. на палеолит, мезолит и неолит. Схема, међутим, има мало или нимало користи за успостављање хронолошких оквира у подсахарској Африци, већем дијелу Азије, Америке и неким другим областима; и има мали значај у савременој археолошкој или антрополошкој дискусији за ове регије.

## Периодизација
„Трипериодни систем” периодизацијe праисторије се састоји из три доминантне епохе:
- Камено доба — од 2,6 милиона година—4500/2000. п. н. е.
- Бронзано доба — од 2200—750/700. п. н. е.
- Гвоздено доба — од 1000—100/0. п. н. е.

## Генерални опис
Злато и бакар били су први метали откривени још у неолиту. Ови метали налазе се у рекама, стенама, површини земље. Вероватно је праисторијски човек, сасвим случајно открио како се топи метал. Наложио је ватру у коју је упала бакарна руда, а потом када се ватра угасила и бакар охладио, човек је у охлађеном пепелу пронашао грумуљице метала. Становници Мале Азије су у 6 миленијуму п. н. е. први савладали вештину издвајања метала из руде. Зидали су пећи од глине високе око два метра, у којима су топили руду и правили калупе који су служили за обликовање истопљеног метала. Топљење руде и даља обрада метала представљају почетак развоја металургије. Међутим, бакар се није показао као најбољи метал. Сечива су се лако кривила и тупила јер је бакар мекан метал, тако да се и даље највише користило оружје од камена. Људи су тражећи начин да побољшају својства бакра, открили бронзу, мешавину бакра и калаја. Калај је у то време био веома редак и скуп метал и само неки су могли да га приуште и можда намерно, можда сасвим случајно неко је помешао бакар и калај, можда да би повећао количину метала и направио бронзу.
Кад је откривена легура бронзе око 3500 год. п. н. е. то је била својеврсна револуција металургије, која је повећала ефикасност оружја јер је бронза тврђи метал. Бронзано доба почело је око 3000 год. п. н. е. То је уједно и крај неолита и праисторије уопште. Од тада почиње историјско доба, односно стари век, јер се тада јављају први писани историјски извори. Бронзано доба је завршено око 1200 год. п. н. е., пошто је преовладала употреба оруђа и оружја од још тврђег метала — гвожђа.
Гвожђе је откривено на једном од многобројних грчких острва богатих рудом бакра. Сматра се да је један ковач наишао на црвени прах и одлучио да види шта ће се десити ако покуша да га истопи. Прва обрада гвожђа је вероватно успела после много труда јер је гвожђе врло тврдо, а и данас то је један од најзначајнијих метала у употреби. Тада је почело гвоздено доба, доба у којем и данас живимо. Пошто је гвоздено оруђе довело до смањења времена утрошеног на производњу хране и предмета који су неопходни за живот, човек је почео да у слободно време усавршава своје занате: копање руде, обраду метала, израду посуђа од керамике и слично. У ово доба настали су први градови и државе, заједнице људи које имају уређене законе и организовано друштвено уређење. Развој друштва је допринео настанку друштвених слојева. Аристократи (племство) су постали конкуренти за владара државе.

## Критицизам модела
Најважнија спрега шире примене система три периода лежи у чињеници да је израстао у Европи из тежње да се објасне историјски подаци са овог континента и из западне Азије. Међутим, развој познавања историје других делова света, социјално-технолошки развој паралелан са европским у Америци, Аустралазији и Африци тражи шири, мултикултурални приступ објашњењу развоја људске цивилизације.